# Лабиринт (балет)
«Лабири́нт» (англ. Labyrinth) — балет в постановке Л. Ф. Мясина на музыку 9-й симфонии Ф. Шуберта до мажор, D. 944. Либретто и сценография С. Дали. Первый показ состоялся 8 октября 1941 года силами труппы Русский балет Монте-Карло в Метрополитен-опера, Нью-Йорк.

## История создания
Всё время Второй мировой войны Сальвадор Дали провёл в США. В 1941 году эпатажный художник предложил Леониду Мясину сотрудничество для создания второго совместного балета. В новом сюрреалистическом балете Дали решил воплотить собственное представление о мифе о Тесее и Ариадне и выбрал для того 7-ю симфонию Шуберта. В настоящее время данное сочинение Шуберта также известно под названием 9-я Большая симфония до мажор, D. 944.
Идею совместной работы описал в мемуарах Мясин: «На этот раз его выбор пал на шубертовскую Симфонию До-мажор, на фоне которой разворачивалось бы действие модернистской версии истории Тесея и Ариадны». С одной стороны, Мясин был приятно удивлён забавным предложением, с другой — настаивал против использования настоящей головы телёнка для костюма Минотавра и сбрасывания «Стейнвея» на сцену, что символизировало бы разрушение.
В 1942 году Сол Юрок решил снова представить два удручающе провальных балета Мясина в Метрополитен-опере — «Лабиринт» и «Саратогу». Критики восприняли эту попытку как своего рода день страшного суда. Один из них, Вальтер Терри (Walter Terry), оценил программу спектакля как «балет в своём надире», добавив: «Нынешнее неудовлетворительное состояние Русского балета Монте-Карло возникло не внезапно. Процесс упадка начался месяцами, возможно, годами ранее, и большую долю ответственности за упрёки к его работе следует возлагать на директора по художественной части». Мясин последовал совету Юрока и покинул труппу для того, чтобы летом 1942 года поставить два балета для Театра балета.

## Номер симфонии Шуберта
В нумерации симфоний композитора прослеживается известная путаница.
Если следовать указанию Мясина, упоминавшему в мемуарах симфонию до мажор, то это 9-я Большая симфония, D. 944 (1825—1828), которая ранее была известна как 7-я, а в классификации некоторых музыковедов до сих пор обозначается как 8-я Неоконченная симфония. 
Те же разночтения сохранились и при издании грамзаписей симфонии до мажор. Например, в выпусках одной и той же записи 1942 года под управлением В. Фуртвенглера: на яблоке пластинки 1962 года значилась 7-я симфония до мажор, а в 1990 году — Симфония № 9 до мажор, D. 944.
Те же расхождения в нумерации симфонии до мажор также наблюдаются и в источниках по балетоведению: в 1981 году В. М. Красовская и В. А. Кулаков писали, что балет «Лабиринт» был поставлен на музыку 7-й симфонии Шуберта. В 1997 году в энциклопедии «Русский балет» в совместной статье В. М. Красовской и Е. Я. Суриц о Мясине обозначена 7-я симфония, а в статье Е. Я. Суриц о Русском балете Монте-Карло фигурирует 8-я неоконченная симфония.
В 2004 году в творческой биографии Леонида Мясина Лесли Нортон дала более точные указания: 7-я симфония до мажор; Большая симфония до мажор, Большая симфония № 7. Видимо, среди балетоведов принято обозначать использованную в балете «Лабиринт» симфонию Шуберта до мажор как 7-ю, что и указала в 2009 году Суриц, хотя данное произведение также обозначается как 9-я Большая симфония до мажор, D. 944.

## Премьера
- 1941, 8 октября — «Лабиринт», сюрреалистический балет[17] в 4-х сценах[3] на музыку симфонии Франца Шуберта до мажор[1][6]. Сценарий и оформление Сальвадора Дали по мифу о Тесее и Ариадне, хореография Леонида Мясина. Русский балет Монте-Карло[2][11][12]. Метрополитен-опера, Нью-Йорк[1]

Роли и исполнители:
- Тесей — Андре Эглевский
- Кастор — Юрий Зорич[англ.]
- Поллукс — Крис Волков
- Ариадна — Тамара Туманова
- Минотавр — Фредерик Фраклин[англ.]
- Петухи — Николай Берёзов, Алексей Козлов

## Восприятие и оценки
Леонид Мясин оценил балет следующими словами: «Хотя мы добились некоторых интересных эффектов в „Лабиринте“ — так назывался балет, я всегда считал, что музыка Шуберта слишком сложна сама по себе, чтобы сопровождать действие, а образы Дали выглядят просто приложением к ней. Должен признаться, я был разочарован, поскольку не сумел придумать ничего оригинального. Откровенно говоря, этот балет следовало бы считать интересной неудачей с несколькими запоминающимися сюрреалистическими эпизодами».
Восприятие второй совместной работы Дали и Мясина описала Суриц: «Рецензенты, как правило, малоодобрительно отзывавшиеся о спектакле в целом, отмечали, однако, что в музыке Шуберта открывались новые красоты, когда она звучала одна, без танца, при свете прожекторов, направленных на декорации. <…> Большинство критиков нью-йоркской премьеры писало о насилии художника над хореографом, выступившим пассивным исполнителем, даже жертвой чудачеств Сальвадора Дали. Тем не менее путь содружества с живописцем ради создания нового типа синтетического зрелища был, по-видимому, для Мясина закономерен». 
Согласно Суриц, совместные с Дали постановки продолжили и развили линию, начатую балетмейстером в балете «Ода», «где все сценические средства служили единой цели — материализации фантазий Павла Челищева». Возможно, в то время художник «пробудил у Мясина интерес к проблеме подсознательного». Суриц завершила раздел о сотрудничестве Мясина и Дали словами: «На основе обрывочных сведений, которые содержатся в цитируемых исследованиях, невозможно установить, до какого момента Дали оставался на почве искусства, а когда вступал на путь эпатажа: всякого рода сенсационными выходками художник прославился не меньше, чем картинами. Но так или иначе, хоть танцу в этих спектаклях и была отведена подсобная роль, Мясина увлекала перспектива следовать за Дали в столь мало изведанные сферы, стать первооткрывателем новых форм».